# Purwa Agung
Purwa Agung is een bestuurslaag in het regentschap Musi Banyuasin van de provincie Zuid-Sumatra, Indonesië. Purwa Agung telt 1394 inwoners (volkstelling 2010).